# Episodi di The Baker & the Beauty (serie televisiva 2013) (seconda stagione)
La seconda stagione della serie televisiva israeliana The Baker & the Beauty, composta da 10 episodi, è stata trasmessa in Israele dal 9 maggio all'11 luglio 2017 sul canale Channel 2.
In Italia la stagione è stata pubblicata sul servizio on demand Prime Video di Amazon nel 2017, in lingua originale e con i sottotitoli in italiano, mantenendo la titolazione inglese diffusa a livello internazionale.
| n° | Titolo originale                          | Prima TV Israele | Titolo italiano | Prima TV Italia |
| -- | ----------------------------------------- | ---------------- | --------------- | --------------- |
| 1  | Dad is Coming                             | 9 maggio 2017    |                 |                 |
| 2  | The Worst Day of Her Life                 | 9 maggio 2017    |                 |                 |
| 3  | Yair from the Past                        | 16 maggio 2017   |                 |                 |
| 4  | In a Wedding Dress                        | 23 maggio 2017   |                 |                 |
| 5  | Gangster                                  | 30 maggio 2017   |                 |                 |
| 6  | In Bulgaria                               | 13 giugno 2017   |                 |                 |
| 7  | There Was Nothing Because There's Nothing | 20 giugno 2017   |                 |                 |
| 8  | Red Wedding                               | 27 giugno 2017   |                 |                 |
| 9  | Bad News                                  | 4 luglio 2017    |                 |                 |
| 10 | Garden of Eden                            | 11 luglio 2017   |                 |                 |